# WASP-18b
WASP-18bは、ほうおう座の方角にある太陽系外惑星である。公転周期が1日より短いことで知られる。質量は10木星質量程度で、褐色矮星と惑星の境界とされる13木星質量にわずかに及ばない。この惑星は、スーパーWASPプロジェクトで観測を行っていた、キール大学のコーエル・ヘリアーらによって発見された。ウラジミール・リラは、この惑星をFulgitruaと呼ぶことを提案している。

## 性質
WASP-18bは現在は恒星WASP-18から約310万kmの軌道を回っているが、恒星から受ける潮汐力により徐々に公転速度が減少し、100万年以内にはWASP-18に落下すると推測されている。キール大学とメリーランド大学の科学者達は、この惑星が予測よりも早く終焉を迎えるのは偶発的なことなのか、それともWASP-18による実際の潮汐減速が天文学的な推測とずれていたのかを検証している。今後の観測により、惑星の公転周期の減速率が測定されることが期待される。
太陽系で、これと最も似た状況なのは、火星の衛星フォボスである。フォボスは火星の周囲を、地球-月間の距離の40分の1にすぎないわずか9000kmの軌道で公転しており、1100万年以内には火星に落下すると推測されている。
スピッツァー宇宙望遠鏡による観測では、WASP-18bの表面は3000K前後の温度にまで達していることが示されている。これは低温の恒星（赤色矮星）に匹敵する値である。